# Dálnice D46

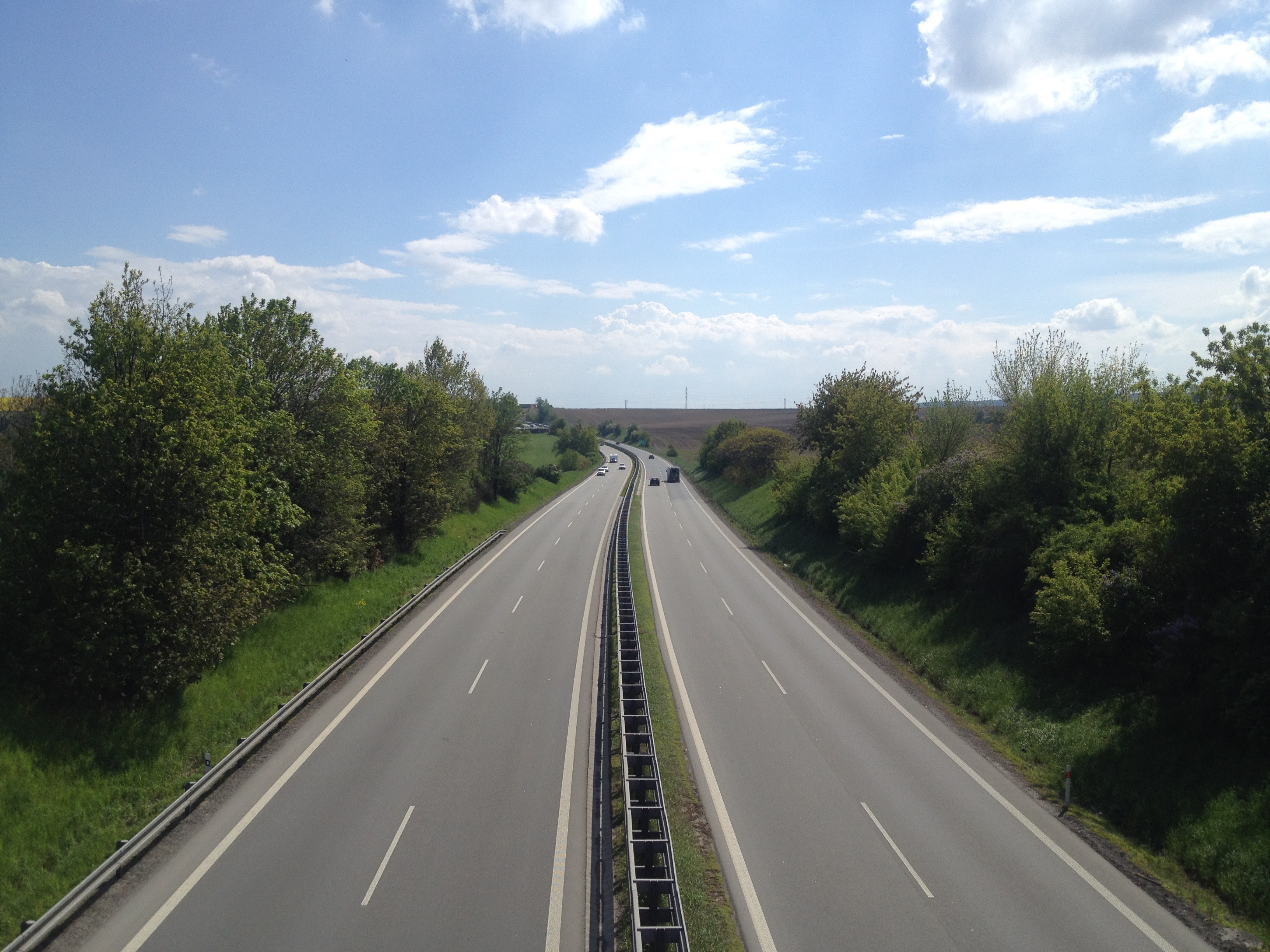
Dálnice D46 u Dobrochova.

Dálnice D46 (též hanácká dálnice, do 31. prosince 2015 rychlostní silnice R46) je dálnice, která vede z Vyškova přes Prostějov do Olomouce, kde končí a napojuje se do silniční sítě.

## Popis trasy dálnice
Dálnice D46 je zcela dokončená dálnice vedoucí z Vyškova přes Prostějov do Olomouce. Je dlouhá 38,26 km a je v celé své délce čtyřpruhová.
Po dálnici je v úseku od Vyškova po Olomouc, přesněji od začátku dálnice po mimoúrovňovou křižovatku Slavonín, vedena evropská silnice E462.
Dálnice D46 začíná jihovýchodně od města Vyškov na mimoúrovňové křižovatce Vyškov-východ, kde se odděluje od dálnice D1. Od křižovatky vede směrem na sever kolem Vyškova, přičemž překračuje řeku Hanou. Poté se stáčí k severovýchodu a pokračuje dlouhým rovným úsekem s cementobetonovým povrchem, který je vystavěn i jako záložní ranvej letiště Vyškov. Následně se přibližuje k bývalé silnici I/46 (dnes silnice III/0462) a v její těsné blízkosti vede až k Prostějovu.
Prostějov dálnice prochází skrz jeho předměstí východně od středu města. Průtah začíná ostřejší pravotočivou zatáčkou na jižním předměstí, která přechází ve 180 m dlouhý most přes železniční trať Nezamyslice–Olomouc. Poté se dálnice stáčí na sever, kde severovýchodně od středu města vede po 794 m dlouhé estakádě Haná, po které překonává podruhé železniční trať Nezamyslice–Olomouc a říčku Hloučelu. Na estakádu Haná navazuje východní obchvat Držovic, přičemž dálnice současně přechází přes říčku Romže. Severovýchodně od Držovic se dálnice opět přiblíží k bývalé silnici I/46 (dnes silnice III/0462) a v její těsné blízkosti vede až k Olomouci. Před Olomoucí dálnice D46 prochází mimoúrovňovou křižovatkou Slavonín, na níž se kříží s dálnicí D35. Asi 0,5 km za křižovatkou, na okraji olomouckého předměstí, dálnice končí a přechází v silnici I/46.
Dálnice je postavena v pěti různých kategoriích, a to v kategorii R 22,5/100 v úseku od začátku dálnice po mimoúrovňovou křižovatku Drysice, v kategorii S 22,0/100 od mimoúrovňové křižovatky Drysice v úseku dlouhém asi 1 km po obec Želeč, v kategorii S 22,5/100 v krátkém asi 0,5 km dlouhém úseku kolem pískovny u obce Želeč, v kategorii S 21,5/100 od želečské pískovny po hranice okresů Prostějov a Olomouc (tj. asi 1 km severně od mimoúrovňové křižovatky Olšany u Prostějova) a v kategorii S 20,5/100 od hranice okresů Prostějov a Olomouc po konec dálnice.

## Historie výstavby
První úvahy o dálnici D46 se objevují na začátku 60. let 20. století, tehdy však ještě jako o rychlostní silnici R46. Součástí sítě dálnic a rychlostních silnic se stala v roce 1963 přijetím koncepce dlouhodobého rozvoje silniční sítě a místních komunikací. Již od počátku byla plánována jako čtyřpruhová rychlostní silnice v úseku Vyškov – Prostějov – Olomouc.
Výstavba dnešní dálnice D46 byla zahájena v roce 1972 stavbou necelé 3 km dlouhého úseku z Olomouce po hranici okresů Olomouc a Prostějov (tj. přibližně do místa, kde dálnice přemosťuje silnici č. III/5709). V průběhu 70. let 20. století byly postupně zahájeny stavby všech úseků mezi Prostějovem a Olomoucí a s výjimkou úseku okolo želečské pískovny i všech úseků mezi Drysicemi a Žešovem.
Prvním úsekem otevřeným pro veřejnost byl 2,5 km dlouhý úsek od Olomouce po hranici okresů Prostějov a Olomouc zprovozněný v roce 1974. V roce 1975 následovalo zprovoznění navazujícího úseku tvořícího obchvat Olšan u Prostějova a v roce 1977 dalšího navazujícího úseku od Olšan u Prostějova po Držovice. Mezitím, v roce 1976 byly dány veřejnosti do užívání úseky mezi Kelčicemi a mimoúrovňovou křižovatkou Prostějov-jih, na které navázaly úseky od Kelčic po želečskou pískovnu zprovozněné postupně do roku 1979. Do roku 1980 tak byly zprovozněny dva souvislé, avšak navzájem nepropojené, úseky, a to první mezi obcí Želeč a mimoúrovňovou křižovatkou Prostějov-jih a druhý mezi Držovicemi a Olomoucí.
Stavba zbývajících úseků dálnice, tedy úsek od Vyškova po želečskou pískovnu a průtah Prostějovem, byly po jednotlivých dílčích úsecích postupně zahájeny v průběhu 80. let 20. století (s výjimkou krátkého úseku mezi Drysicemi a želečskou pískovnou, který byl zahájen již v 70. letech 20. století). Zprovoznění těchto úseků dálnice probíhalo rovněž postupně. Jako první byl v roce 1981 zprovozněn úsek mezi Drysicemi a želečskou pískovnou. Ten však na žádnou již zprovozněnou část dálnice nenavazoval, protože od nejbližší již zprovozněné části jej dělil asi 0,5 km dlouhý dosud nezprovozněný úsek kolem želečské pískovny. Do roku 1989 pak byly postupně zprovozněny navazující úseky od Drysic po Vyškov a celý úsek tvořící průtah Prostějovem. Do roku 1990 tedy byly v provozu dva souvislé úseky dálnice, a to úsek od Vyškova po želečskou pískovnu a úsek od želečské pískovny po Olomouc. Poslední dva úseky, východní obchvat Vyškova včetně provizorního napojení na dálnici D1 a úsek kolem želečské pískovny byly zprovozněny v roce 1992.
Od dokončení byla dálnice předmětem dvou větších stavebních úprav. První z nich je stavba mimoúrovňové křižovatky Slavonín, při níž byl modernizován i přilehlý úsek dálnice D46. Stavba křižovatky byla zahájena spolu se stavbou části dálnice D35 v roce 1999 a křižovatka byla zcela zprovozněna v roce 2003. Druhá stavební úprava se týkala nahrazení dosavadního provizorního napojení dálnice D46 na dálnici D1 u Vyškova mimoúrovňovou křižovatkou Vyškov-východ. Stavba křižovatky byla zahájena v roce 2001 spolu s úsekem dálnice D1 od Vyškova k Mořicím a byla zcela zprovozněna v roce 2005.
| Úsek                                         | Staničení (km)  | Kategorie | Délka    | Zahájení stavby    | Uvedení do provozu | Křižovatky                                        |
| -------------------------------------------- | --------------- | --------- | -------- | ------------------ | ------------------ | ------------------------------------------------- |
| Vyškov, obchvat                              | 0,000 – 1,425   | R22,5/100 | 1,425 km | 1989               | 1992               | Vyškov- východ (exit 1) Vyškov (exit 2)           |
| Vyškov – Pustiměř                            | 1,425 – 4,232   | R22,5/100 | 2,807 km | 80. léta 20. stol. | 1989               | —                                                 |
| Pustiměř – Drysice                           | 4,232 – 6,522   | R22,5/100 | 2,290 km | 80. léta 20. stol. | 1985               | —                                                 |
| Drysice, obchvat                             | 6,522 – 7,786   | R22,5/100 | 1,264 km | 80. léta 20. stol. | 1983               | Drysice (exit 7)                                  |
| Drysice – Želeč                              | 7,786 – 8,983   | S22/100   | 1,197 km | 70. léta 20. stol. | 1981               | —                                                 |
| Želeč, obalovna                              | 8,983 – 9,644   | S22,5/100 | 0,661 km | 80. léta 20. stol. | 1992               | —                                                 |
| Želeč – Brodek u Prostějova                  | 9,644 – 12,509  | S21,5/100 | 2,865 km | 70. léta 20. stol. | 1979               | Brodek u Prostějova (exit 12)                     |
| Brodek u Prostějova – Dobrochov              | 12,509 – 15,084 | S21,5/100 | 2,575 km | 70. léta 20. stol. | 1978               | —                                                 |
| Dobrochov – Kelčice                          | 15,084 – 16,244 | S21,5/100 | 1,160 km | 70. léta 20. stol. | 1977               | Vranovice-Kelčice (exit 16)                       |
| Kelčice – Žešov                              | 16,244 – 18,733 | S21,5/100 | 2,489 km | 70. léta 20. stol. | 1976               | —                                                 |
| Žešov, obchvat                               | 18,733 – 20,800 | S21,5/100 | 2,067 km | 70. léta 20. stol. | 1976               | Prostějov-jih (exit 21)                           |
| Prostějov, obchvat – jih                     | 20,800 – 23,591 | S21,5/100 | 2,791 km | 80. léta 20. stol. | 1989               | —                                                 |
| Prostějov, obchvat – estakáda                | 23,591 – 25,951 | S21,5/100 | 2,360 km | 1984               | 1989               | Prostějov-centrum (exit 23-24) Držovice (exit 26) |
| Držovice, obchvat                            | 25,951 – 29,126 | S21,5/100 | 3,175 km | 80. léta 20. stol. | 1983               | —                                                 |
| Držovice – Olšany                            | 29,126 – 30,659 | S21,5/100 | 1,533 km | 70. léta 20. stol. | 1977               | —                                                 |
| Olšany – hranice okresů Prostějov a Olomouc  | 30,659 – 34,010 | S21,5/100 | 3,351 km | 70. léta 20. stol. | 1975               | Olšany u Prostějova (exit 33)                     |
| Hranice okresů Prostějov a Olomouc – Olomouc | 34,010 – 36,496 | S20,5/100 | 2,486 km | 1972               | 1974               | Hněvotín (exit 37)                                |

## Modernizace dálnice

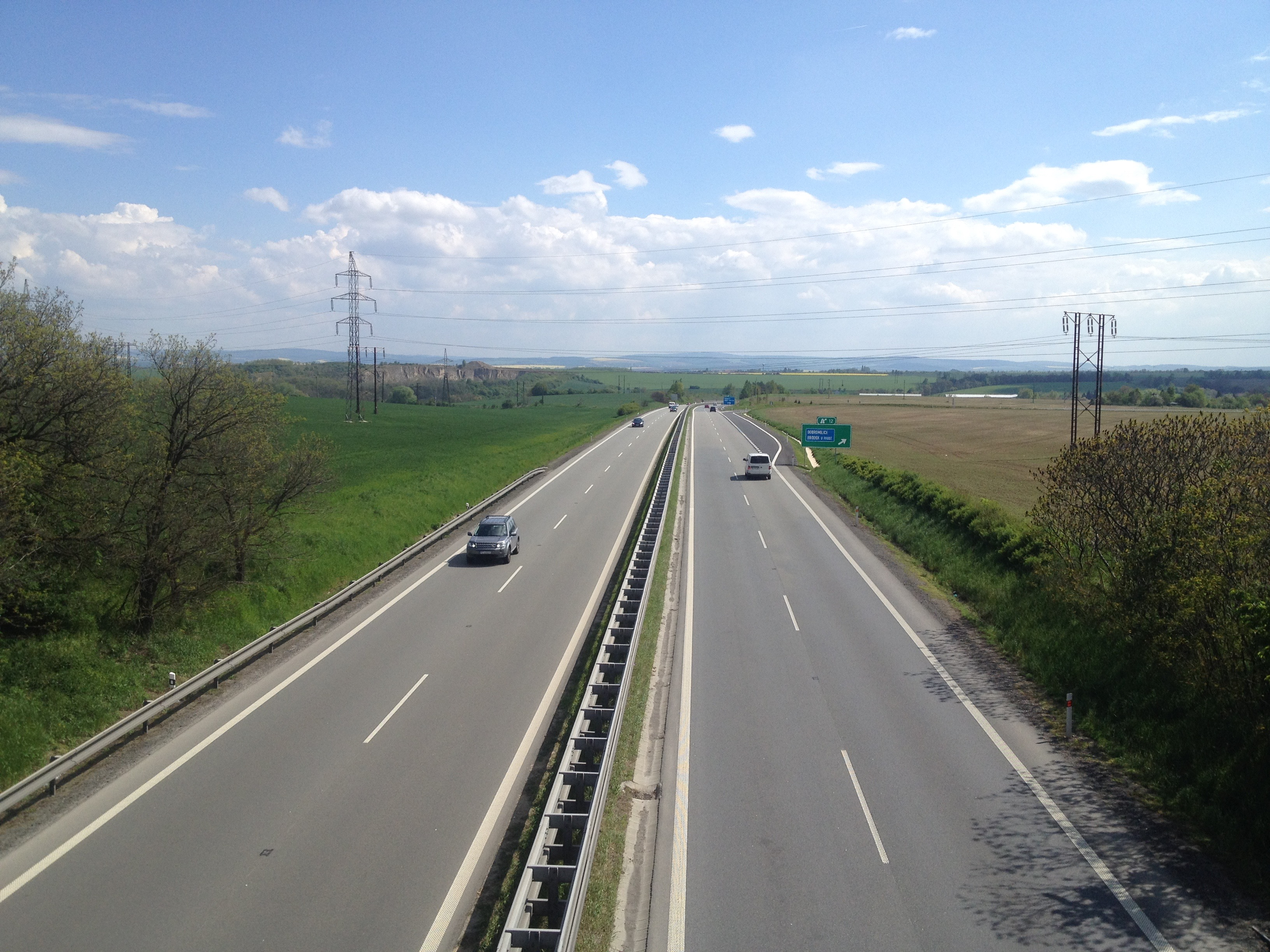
Dálnice D46 u Brodku u Prostějova (v pozadí modernizovaná mimoúrovňová křižovatka).

Dálnice D46 je podle současné koncepce dálniční sítě dokončena v celé své délce. Všechny připravované projekty se tudíž týkají pouze stavebních úprav již hotových úseků.
Dálnice D46 je, coby převedená rychlostní silnice R46, dálnicí II. třídy, a splňuje tudíž pouze mírnější normy a požadavky. Ředitelství silnic a dálnic však plánuje postupnou úpravu dálnic II. třídy tak, aby se jejich úroveň sjednotila s úrovní dálnic I. třídy. Při jednotlivých větších rekonstrukcích tak bude dálnice současně upravována podle norem a požadavků pro dálnice I. třídy.
Na rozdíl od jiných dálnic II. třídy však probíhá modernizace dálnice D46 již nyní. Tato modernizace byla zahájena, když dálnice byla vedena ještě jako rychlostní silnice R46, a jejím cílem je odstranit bodové závady, které neodpovídají požadavkům kladeným na (dřívější) rychlostní silnice, tj. požadavkům kladeným na dálnice II. třídy, a to zejména rozšíření mimoúrovňových křižovatek o odbočovací a připojovací pruhy a úprava vedení spojovacích ramp. V roce 2015 byla dokončena modernizace mimoúrovňové křižovatky Brodek u Prostějova (exit 13). V roce 2022 byla dokončena modernizace mimoúrovňových křižovatek Drysice (exit 7) a Prostějov-střed (exit 24). U ostatních mimoúrovňových křižovatek bylo vydáno pravomocné územní rozhodnutí a probíhá výkup potřebných pozemků nebo stavební řízení.
| Číslo | Název                                    | Délka    | Kategorie | Zahájení výstavby | Uvedení do provozu |
| ----- | ---------------------------------------- | -------- | --------- | ----------------- | ------------------ |
| B15   | Soubor staveb v km 0,000 – hranice kraje | 6,452 km | R22,5/100 | 04/2024           | 11/2024            |
| B14   | MÚK Drysice                              | —        | R22,5/100 | 05/2021           | 10/2022            |
| M10   | MÚK Žešov                                | —        | R22,5/100 | 08/2016           | 10/2017            |
| M11   | MÚK Prostějov-střed                      | —        | R22,5/100 | 09/2020           | 10/2022            |
| M12   | MÚK Držovice                             | 0,920 km | S21,5/100 | plánováno 2026    | plánováno 2028     |
| M13   | MÚK Olšany                               | —        | R22,5/100 | 05/2018           | 09/2019            |

## Zpoplatnění
Použití dálnice je zpoplatněno, a to jak v systému časového zpoplatnění tak i v systému elektronického mýtného.

### Současnost
V systému časového zpoplatnění je dálnice D46 zpoplatněna v celé své délce, tedy od mimoúrovňové křižovatky Vyškov-východ (exit 1) po konec dálnice za mimoúrovňovou křižovatkou Slavonín (exit 37). V systému elektronického mýtného je dálnice D46 zpoplatněna rovněž v celé své délce, tedy od mimoúrovňové křižovatky Vyškov-východ (exit 1) po konec dálnice v Olomouci za mimoúrovňovou křižovatkou Slavonín (exit 37).

### Historie
Použití dálnice D46 je zpoplatněno od 1. ledna 1995, tedy od zavedení poplatků za užívání dálnic a silnic dálničního typu. V době zavedení zpoplatnění byla dálnice D46 zpoplatněna pouze v úseku od mimoúrovňové křižovatky Vyškov-východ (exit 1) po dnešní mimoúrovňovou křižovatku Hněvotín (exit 37). Koncový úsek v Olomouci od dnešní mimoúrovňové křižovatky Hněvotín po konec dálnice zpoplatněn nebyl..
Od svého zavedení bylo zpoplatnění dálnic a silnic dálničního typu předmětem několika změn, které se projevily i na míře zpoplatnění dálnice D46.
Nejdříve bylo dodatečně zpoplatněno i použití úseku od dnešní mimoúrovňové křižovatky Hněvotín (exit 37) po konec dálnice v Olomouci. Dálnice D46 tak byla zpoplatněna v celé své délce.
Nejvýraznější změnou bylo opuštění dosavadního jednotného systému zpoplatnění prostřednictvím poplatku za užívání dálnic a silnic dálničního typu a od 1. ledna 2007 jeho nahrazení dvěma systémy zpoplatnění, a to systémem časového zpoplatnění a systémem elektronického mýta. V obou systémech je dálnice D46 zpoplatněna ve stejném rozsahu, a to od mimoúrovňové křižovatky Vyškov-východ (exit 1) po konec dálnice v Olomouci za mimoúrovňovou křižovatkou Slavonín. Neexistuje tedy úsek dálnice D46, jehož užití by bylo v jednom systému zpoplatněno a v druhém nikoliv.

## Významné stavby na dálnici

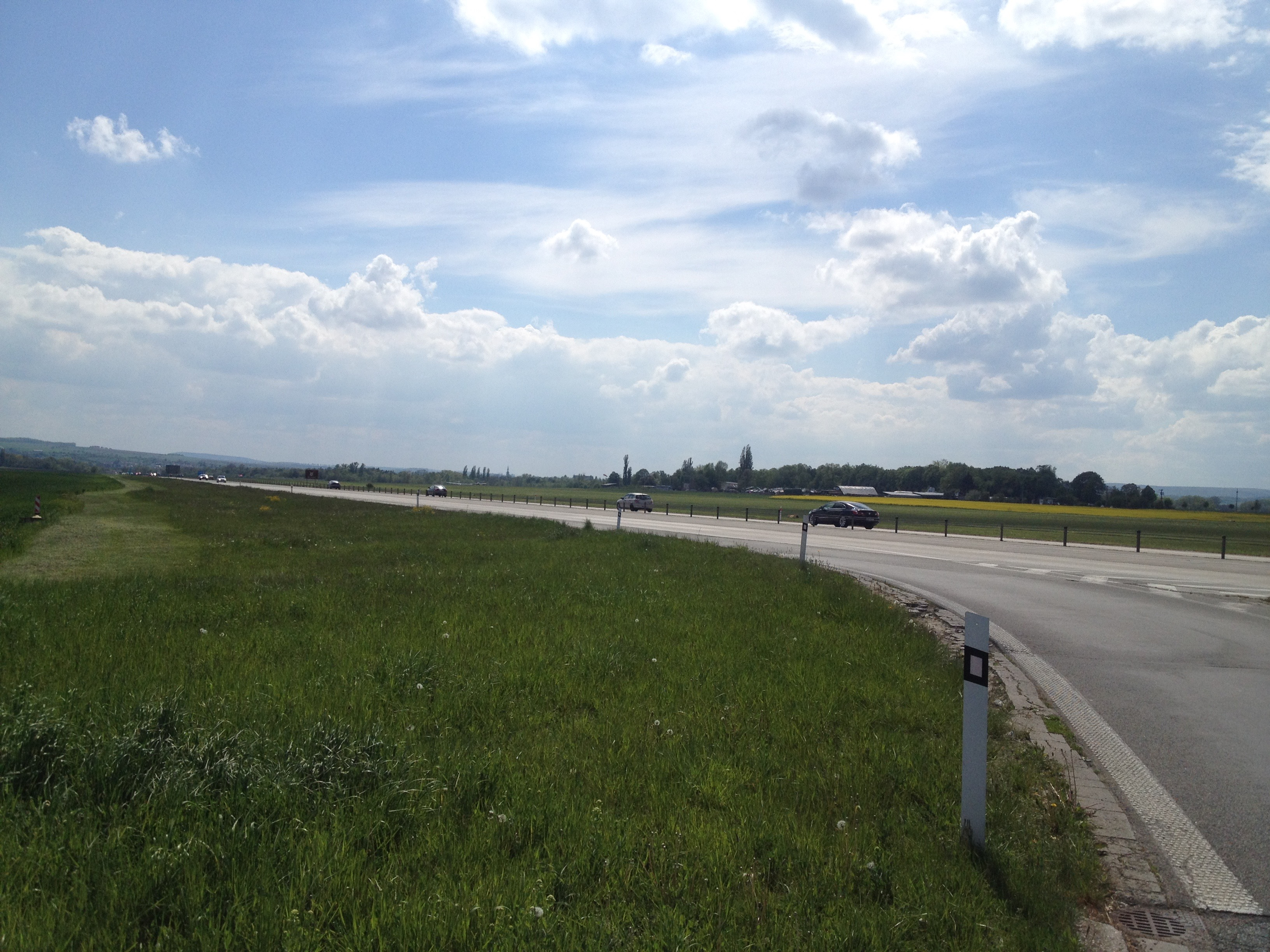
Rozšířený úsek dálnice D46 (v pozadí se nachází budovy letiště Vyškov)

Součástí dálnice D46 je několik významných staveb.
Úsek dálnice cca mezi 2. a 4. kilometrem je tzv. rozšířený úsek dálnice. Jde o 2400 m dlouhý úsek mezi Vyškovem a Pustiměří, který je postaven tak, aby v případě potřeby mohl sloužit jako záložní vzletová a přistávací dráha letiště Vyškov. Tento úsek je charakteristický cementobetonovým povrchem a absencí středního dělicího pásu, který je nahrazen odnímatelným zádržným systémem, jakož i odstavnými plochami (tzv. stojánkami) pro letadla po levé straně dálnice (ve směru staničení). Samotné letiště Vyškov se přitom nachází v těsné blízkosti dálnice, pročež je viditelná jak jeho hlavní zatravněná vzletová a přistávací dráha, tak i zázemí letiště.
Na 26. kilometru dálnice se nachází estakáda Haná v Prostějově, která se svou délkou 794 m řadí mezi nejdelší dálniční mosty v České republice. Estakáda začíná (ve směru staničení dálnice) na východním předměstí Prostějova v průmyslovém areálu. Postupně přemosťuje několik železničních vleček, ulic, železniční trať Nezamyslice–Olomouc a říčku Hloučelu. Její stavba byla zahájena v roce 1984 a zprovozněna byla v roce 1989. V letech 2022 a 2023 prošla kompletní rekonstrukcí při které byly doplněny i protihlukové stěny.
Poslední významnou stavbou dálnice je mimoúrovňová křižovatka Slavonín. Tato křižovatka je totiž v České republice zatím jedinou dálniční TOTSO křižovatkou ("Turn off to stay on"), neboli mimoúrovňovou křižovatkou, na které projetí v přímém směru znamená změnu silnice a směru jízdy, tedy odbočení. Při příjezdu ke křižovatce po dálnici D46 ve směru od Vyškova se přímý směr stáčí na východ a připojuje se na dálnici D35 ve směru na Lipník nad Bečvou, přičemž pro setrvání na dálnici D46 ve směru na Olomouc je nutno odbočit na spojovací rampu. Pro úplnost, z opačného směru, tedy při příjezdu po dálnici D35 ve směru od Lipníku nad Bečvou se o TOTSO křižovatku nejedná, neboť průběžné jízdní pruhy pokračují stále jako dálnice D35 ve směru na Hradec Králové a pro pokračování po dálnici D46 ve směru na Vyškov je nutno odbočit.